# Frohnleiten
Frohnleiten é uma cidade da Áustria, situada no distrito de Graz-Umgebung, na estado da Estíria. Tem 153,84 km² de área e sua população em 2019 foi estimada em 6.551 habitantes.